# Truso

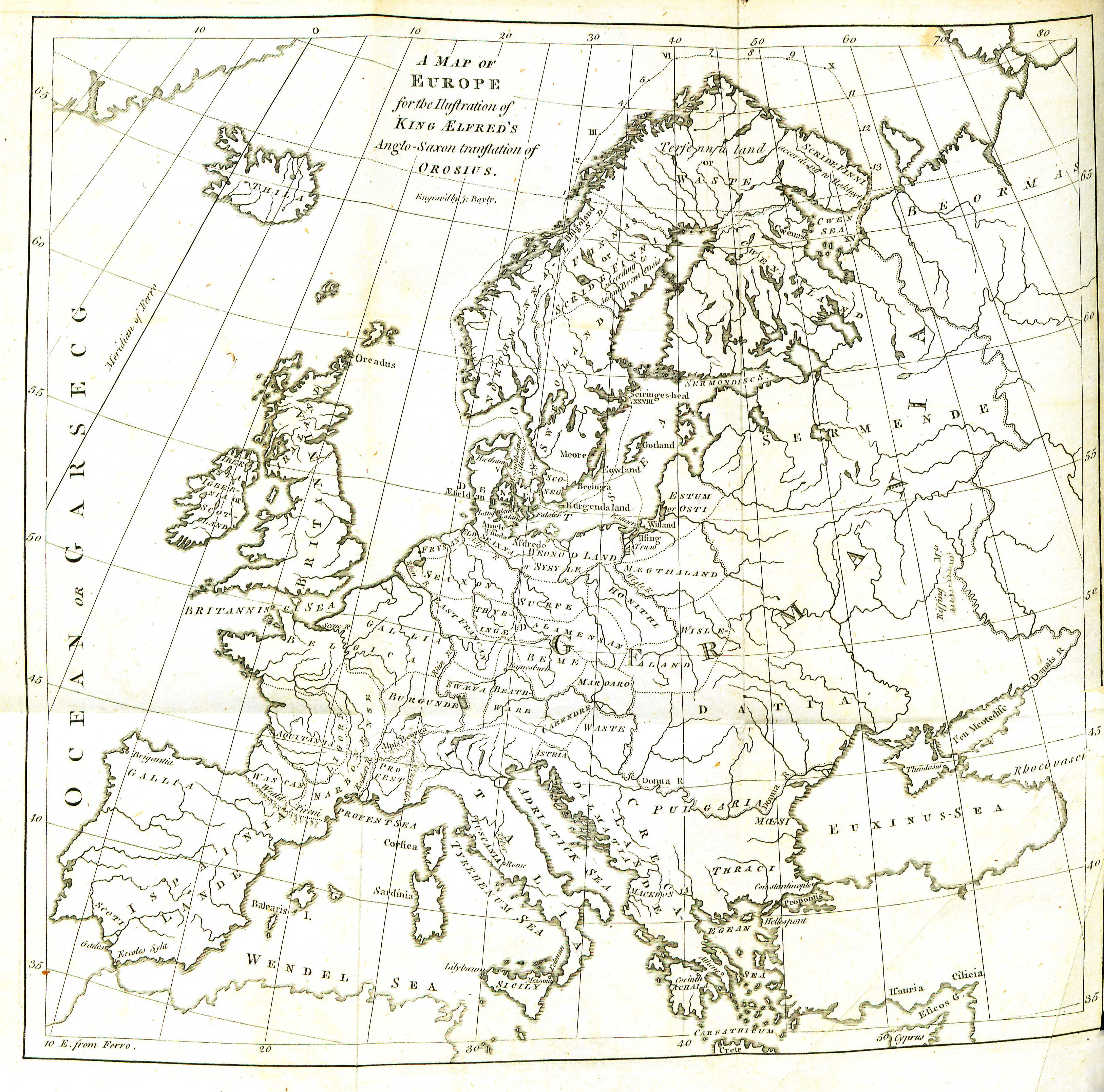
Europa według anglosaskiego opisu świata Alfreda Wielkiego. Widoczne Estum, czyli Osti, Witland, Estmere i Truso (mapa z 1773).

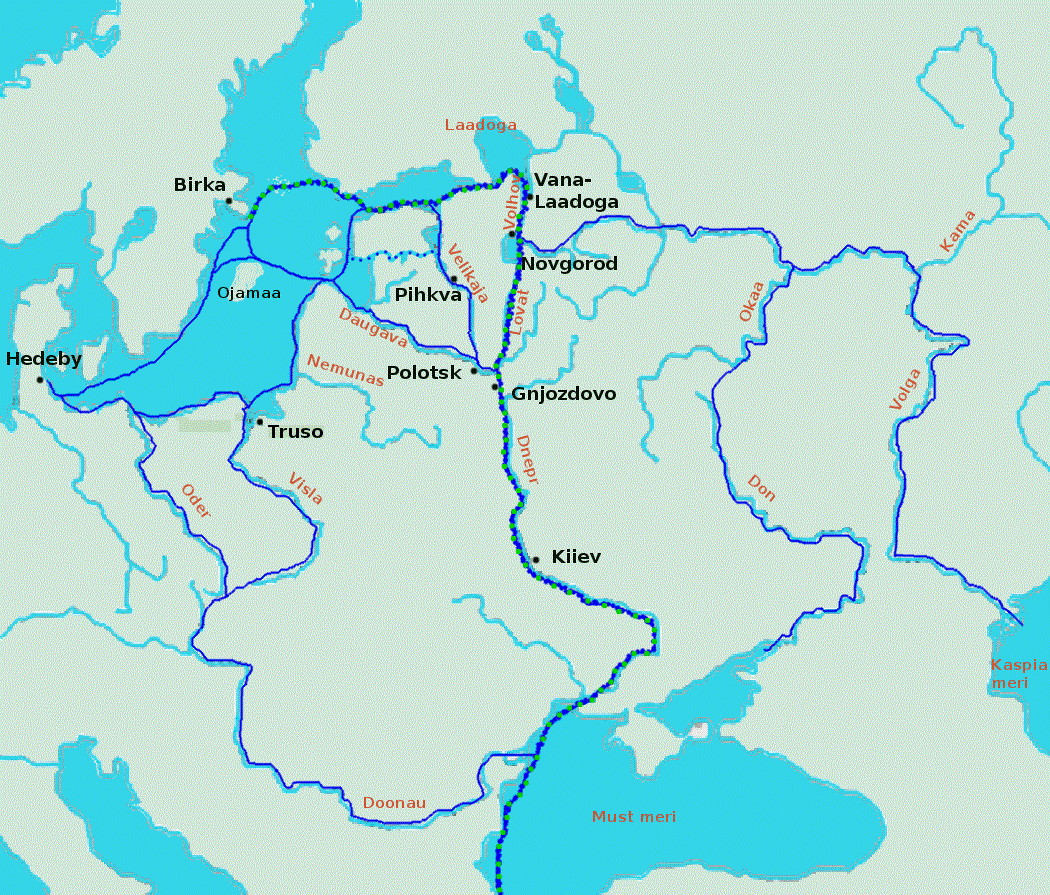
Szlaki handlowe wikingów od Waregów do Greków (źródło: Marika Mägi)

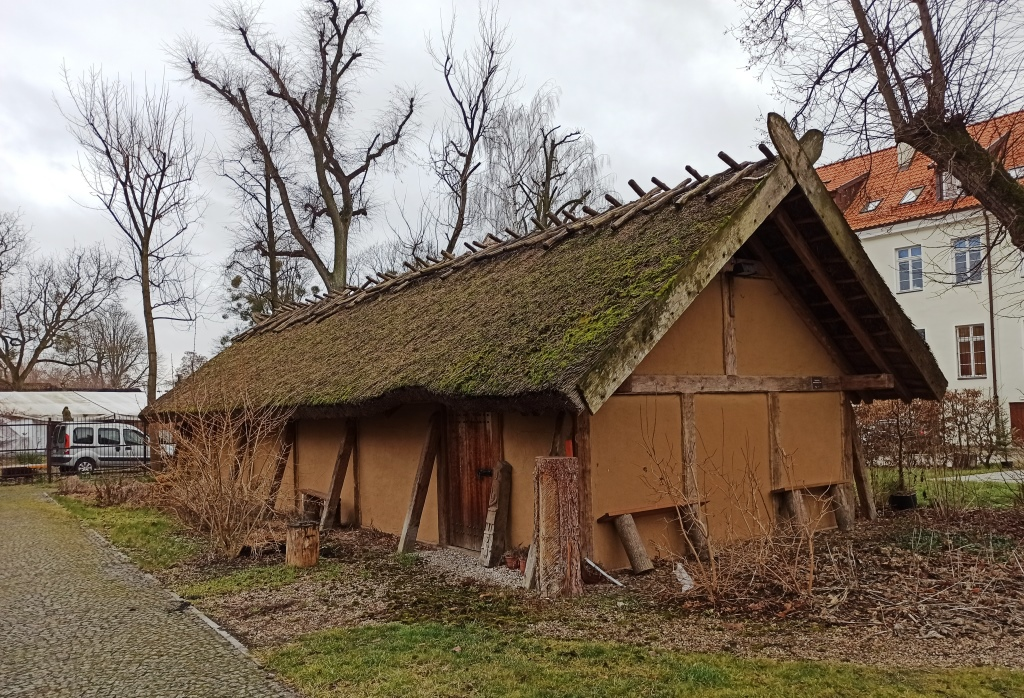
Rekonstrukcja domu halowego z Truso (Muzeum Archeologiczno-Historyczne w Elblągu)

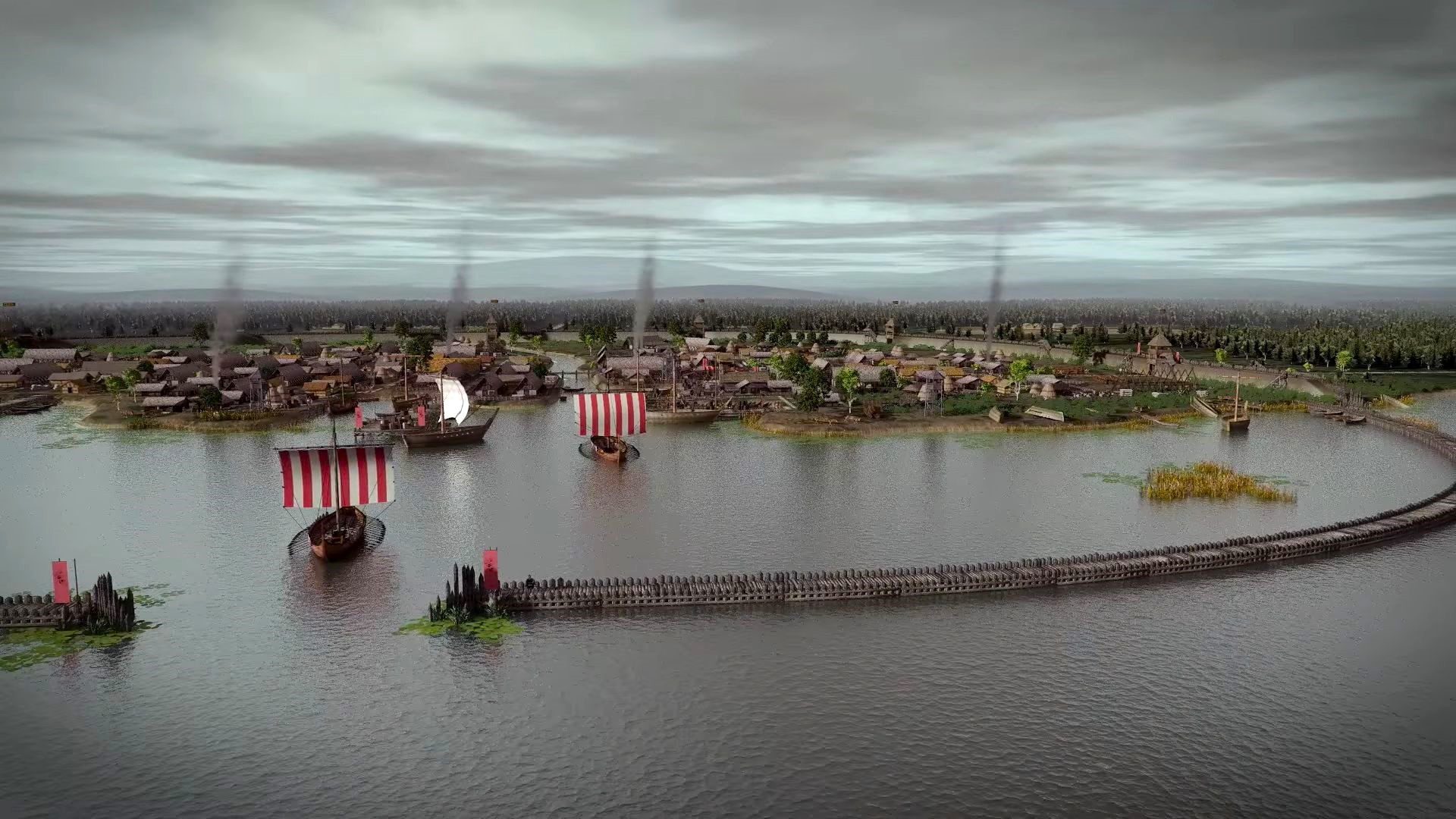
Wizualizacja Truso

Truso – nazwa istniejącego od końca VIII do końca X wieku (lub połowy XI wieku) wikińskiego portu i osady handlowej (emporium) na południowym wybrzeżu Bałtyku, w okolicach ujścia Wisły i rzeki Elbląg.

## Historia
Miejsce zostało opisane przez anglosaskiego podróżnika Wulfstana, który dotarł tam z portu Hedeby (Dania) ok. 890. Opis podróży, portu, obyczajów zamieszkującego w okolicy ludu Estów (najprawdopodobniej Prusów) został umieszczony w Chorografii Orozjusza, przełożonej na język staroangielski przez króla Alfreda Wielkiego.
Dokładne położenie Truso było przez długi czas nieznane, pomimo że źródła wskazują dosyć precyzyjnie na okolice ujścia Wisły do Zalewu Wiślanego. Jednak zmiany topograficzne Żuław Wiślanych utrudniły rekonstrukcję geografii tych ziem w X wieku. W ramach akcji Archeologiczne Zdjęcie Polski archeolog dr Marek Jagodziński rozpoczął w latach 80. XX wieku badania archeologiczne na wschodnim brzegu jeziora Druzno, na wysokości wsi Janów, kilka kilometrów na południe od Elbląga. Po kilku sezonach badawczych, dzięki uzyskanemu obfitemu materiałowi i przekonującym datacjom dendrochronologicznym, przyjęto, że odkryte zostało długo poszukiwane Truso.
Odkrycia doktora Marka Jagodzińskiego dowiodły, że Truso stanowiło część systemu handlowego duńskich Skandynawów (wikingów) na Bałtyku i wykorzystywało lokalizację pogranicza pomiędzy plemionami pruskimi i słowiańskimi a morzem. Obraz archeologiczny osady jawi się jako duże emporium (port handlowy) z osadą rzemieślniczą i kupiecką. Istotną wytwórczość rzemieślniczą stanowiły produkty z poroży i kości zwierząt, w szczególności grzebieni. Rozmiary Truso były porównywalne do największych ówczesnych nadbałtyckich osad portowych, takich jak Hedeby, Birka czy Wolin. Stanowiło zatem najważniejsze centrum handlu dalekosiężnego na ziemiach pruskich. Na terenie osady odkryto liczne przedmioty wytworzone m.in. w Nadrenii i Bizancjum. W latach 1985–1986 odkryto w wykopie archeologicznym ślady wrakowiska łodzi Wikingów, skandynawskie ozdoby i typowo skandynawskie nity szkutnicze. Stwierdzono, że w osadzie istniały warsztaty szklarskie, rogownicze, bursztynnicze, kowalski i złotniczy. W strefie portowej i centralnej Truso odkryto długie domy trójizbowe o konstrukcji słupowej. Powierzchnia tych budynków zajmowała od 50 do 120 m². Budynki te rozmieszczone były w obrębie regularnie wytyczonych działek. Natomiast na północnych peryferiach osady odnaleziono budynki wzniesione w konstrukcji zrębowej, ramowej lub sumikowo-łątkowej o powierzchni od 20 do 30 m² i typ ten był charakterystyczny dla Słowian.
Handlowa rola Truso podupadła w X wieku, na co miały wpływ pożary i działania wojenne, prawdopodobnie na tle zmian politycznych w państwie pierwszych Piastów. Z czasem rolę Truso przejął założony w drugiej połowie X wieku Gdańsk. Istnieje projekt odtworzenia części osady dla celów turystycznych i edukacyjnych.
W historiografii obecna była teza, że na tym terenie prowadził swą ostatnią działalność misyjną święty Wojciech.

## Opracowania naukowe
- Marek Franciszek Jagodziński, Truso. Między Weonodlandem a Witlandem (tekst polski i angielski), przedm. Maria Kasprzycka; posł. Władysław Duczko; tł. Urszula Chybowska; Muzeum Archeologiczno-Historyczne w Elblągu, Wydawnictwo Tekst, Elbląg-Bydgoszcz 2010, ISBN 978-83-7208-208-4
- Marek Franciszek Jagodziński, Truso – legenda Bałtyku. The legend of the Baltic Sea, katalog z wystawy w Muzeum Archeologiczno-Historycznym w Elblągu, Elbląg 2015, ISBN 978-83-919291-6-2

## Powieści związane tematycznie z Truso
- Maciek Horn: Pan Samochodzik i Truso, Oficyna Wydawnicza „Warmia”, Olsztyn 2007[8]
- Zbigniew Nienacki: Dagome iudex, Wydawnictwo Pojezierze, Olsztyn 1989-1990
- Mieczysław Lenckowski: Wikingowie z Truso (wydanie internetowe)
- Kamil Kamiński, Jerzy Gapiński: Cienie Truso, Wydawnictwo Regnum Inspiratio, Warszawa 2024